# Петрус (екзопланета)
Петрус (англ. Peitruss, HD 45350 b) — це екзопланета, розташована приблизно за 160 світлових років від нас у сузір'ї Візничого. Її мінімальна маса становить приблизно 1,79 маси Юпітера. У середньому вона знаходиться від своєї зорі далі, ніж Марс від Сонця. Однак через високий ексцентриситет орбіти в перигелії вона наближається до зорі так само як Меркурій до Сонця, а в афелії віддаляється від неї у вісім разів більше.
Ця планета отримала власне ім'я — Петрус (англ. Peitruss). Його обрали в межах міжнародного конкурсу NameExoWorlds, організованого Міжнародним астрономічним союзом (IAU) на честь його 100-річчя. Назва походить від річки Петрус у Люксембурзі. Її запропонували учні школи в місті Ехтернах, які перемогли в конкурсі на найкращу назву для зорі та її планети.
Астрономи провели комп'ютерне моделювання руху Петрус і дійшли висновку, що в цій системі могла б існувати ще одна невелика планета. Однак, щоб залишатися на стабільній орбіті, вона мала б перебувати не далі ніж 0,2 астрономічної одиниці від зорі. Такі планети могли б мати злегка витягнуті орбіти, але не надто ексцентричні (витягнутість не перевищувала б 0,25, де 0 — ідеально кругова орбіта, а 1 — максимально витягнута). Проте астрономічні спостереження за змінами променевих швидкостей зорі не виявили у цій системі жодної планети з масою понад чотири маси Нептуна. Це означає, що або такої планети там немає, або вона надто мала, щоб її можна було зафіксувати сучасними методами.